# Trevor Storton
Trevor George Storton (Keighley, 26 novembre 1949 – 23 marzo 2011) è stato un calciatore inglese, di ruolo difensore.

## Biografia
Suo fratello maggiore Stan è stato a sua volta un calciatore professionista; i due sono anche stati compagni di squadra al Tranmere (e Stan ha allenato Trevor quando quest'ultimo a fine carriera giocava nel Telford Utd).

## Caratteristiche tecniche
Era un difensore centrale.

## Carriera

### Giocatore
Dopo aver giocato nelle giovanili del Tranmere Storton esordisce in prima squadra (e contestualmente anche tra i professionisti) nel 1967, all'età di 18 anni; trascorre nel club cinque stagioni, tutte in terza divisione, totalizzandovi 118 presenze e 8 reti in incontri di campionato. Nel 1972 viene acquistato dal Liverpool, con cui all'età di 23 anni esordisce in prima divisione, giocandovi 4 partite e contribuendo così alla vittoria del torneo stesso; in aggiunta scende anche in campo per 2 volte nella vittoriosa Coppa UEFA e per 4 volte in Coppa di Lega. Nella stagione seguente gioca invece una partita in campionato ed una partita nella vittoriosa FA Cup e, non trovando ulteriore spazio in rosa, nell'estate del 1974 viene ceduto al Chester City, in quarta divisione: la sua permanenza al club biancazzurro durerà nel complesso per dieci stagioni consecutive (nell'ultima delle quali è per un periodo anche allenatore ad interim oltre che giocatore), tutte da titolare, con un totale di 396 presenze e 17 reti in incontri di campionato (tutte tra terza e quarta divisione). Successivamente dal 1984 al 1986 gioca nei semiprofessionisti gallesi dell'Oswestry Town, mentre dal 1986 al 1989 gioca con i semiprofessionisti inglesi del Telford United (con cui nella stagione 1988-1989 ha vinto un FA Trophy), per poi nel 1989, all'età di 40 anni, ritirarsi definitivamente.
In carriera ha totalizzato complessivamente 519 presenze e 25 reti nei campionati della Football League.

### Allenatore
Dal 1997 al 2004 ha allenato i semiprofessionisti del Bradford PA; successivamente ha lavorato come vice di Neil Aspin all'Harrogate Town ed all'Halifax Town fino alla morte, avvenuta a causa di un cancro nel 2011.

## Palmarès

### Giocatore

#### Competizioni nazionali
- Campionato inglese: 1

Liverpool: 1972-1973
- Coppa d'Inghilterra: 1

Liverpool: 1973-1974
- FA Trophy: 1

Telford United: 1988-1989

#### Competizioni internazionali
- Coppa UEFA: 1

Liverpool: 1972-1973

### Allenatore

#### Competizioni regionali
- Northern Premier League First Division: 1

Bradford Park Avenue: 2000-2001